# Takayuki Chano
Pour les articles homonymes, voir Chano.
Takayuki Chano (茶野 隆行, Chano Takayuki) est un footballeur japonais né le 23 novembre 1976 dans la préfecture de Chiba au Japon.